# Eugeniu Stătescu
Eugeniu Stătescu (n. 25 decembrie 1836, București – d. 30 decembrie 1905, București) a fost un avocat și om politic român din a doua jumătate a secolului al XIX-lea, care a ocupat diverse portofolii ministeriale din diverse guverne.

## Biografie

### Studii
A urmat studii de drept în țară și le-a finalizat la Paris, cu diploma de doctor in drept. După revenirea în țară, pe lângă practicarea avocaturii, a  colaborat ca jurnalist la Românul și alte publicații liberale. În 1868 își începe cariera politică, înscriindu-se în Partidul Național Liberal.:p. 173

### Funcții politice și administrative
Eugeniu Stătescu a fost unul din membrii marcanți ai Partidului Național Liberal din a doua jumătate a secolului XIX, fiind membru fondator al partidului în 1875 și prieten și colaborator apropiat al lui Ion C. Brătianu. În perioada 1876-1903, Stătescu a fost de mai multe ori deputat, senator și ministru.
A ocupat pentru prima dată o funcție ministerială în guvernul condus de Ion C. Brătianu, în care a ocupat portofoliul de la Ministerul Justiției, în două perioade: 24 iulie 1876-27 ianuarie 1877 și 23 septembrie 1877-5 iulie 1879.:p. 125  A revenit într-o funcție executivă în guvernul condus de Dimitrie Brătianu ca ministrul justiției între 10 aprilie 1881 și 8 iunie 1881. După revenirea la conducerea guvernului a lui Ion C. Brătianu a ocupat funcția de ministrul afacerilor străine, între 9 iunie 1881 și 1 august 1882 de unde a trecut din nou la Ministerul Justiției, între 1 august 1882 și 1 octombrie 1883.:p. 126.
Între 4 octombrie 1895 și 19 noiembrie 1896 ocupă portofoliul de ministrul justiției în guvernul condus de Dimitrie A. Sturdza.:p. 127.
La sfârșitul sesiunii parlamentare din primăvara lui 1897 a fost ales președinte al Senatului funcție în care a rămas până la  18 noiembrie 1897.:p. 173:p. 554. A mai îndeplinit această funcție între 24 martie 1901 și 26 februarie 1902.:p. 599

## Vila Stătescu

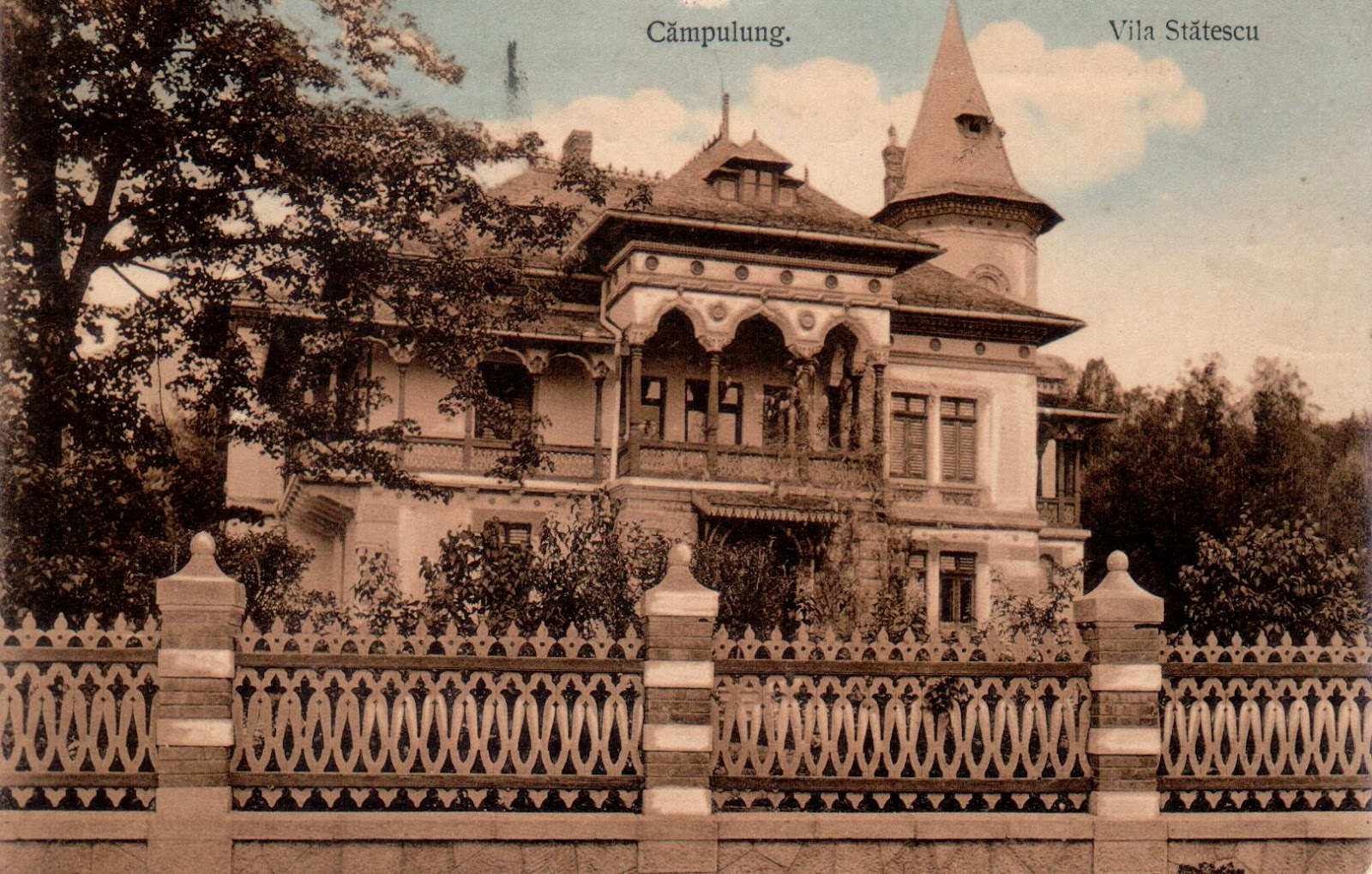
Carte poştală din 1911 reprezentând Vila Stătescu

Vila lui Eugen Stătescu din orașul Câmpulung este primul imobil cunoscut a fi fost proiectat de arhitectul Cristofi Cerchez. Imobilul, situat în partea de nord-vest a orașului, pe strada Lascăr Catargiu nr. 38/43, a fost construit în perioada 1898-1900, suferind ulterior o serie de modificări și reparații. Casa a rămas în posesia urmașilor lui Eugeniu Stătescu până în anul 1918 când a fost donată Cecilia Petrescu Stătescu Eforiei Spitalelor Civile pentru nou înființatul „Azilul Stătescu-Petrescu”. În prezent clădirea adăpostește secția de pneumologie a Spitalului T.B.C. din localitate.
Vila Stătescu a fost declarată monument istoric, fiind inclusă pe Lista monumentelor istorice din anii 2004 și 2010, ca monument arhitectonic de importanță locală, având codul de clasificare AG-II-m-B-13521.